# Luc ou la Part des choses
Pour plus de détails, voir Fiche technique et Distribution.
Luc ou la Part des choses est un film de Michel Audy sorti en 1982.

## Synopsis
Le film aborde le thème de l'homosexualité.

## Fiche technique
- Titre : Luc ou la Part des choses
- Réalisation : Michel Audy
- Scénario : Michel Audy et Jean Lemay
- Musique : Christian Parent[2]
- Photographie : Michel Audy
- Montage : Michel Audy
- Production : Alain Lallier et Laurent Simard
- Pays :  Canada
- Genre : Drame
- Durée : 91 minutes
- Dates de sortie : 
  -  Canada : 27 août 1982 (Montréal Film Festival)

## Distribution
- Lynda Bistodeau : Johanne
- Éric Boulay : François
- Lucie Daigle : Julie
- Yvon Leblanc : Yvon
- Pierre Normandin : Luc
- Alain Thiffault : Louis